# Коэн, Авишай (контрабасист)
Авишай Коэн (ивр. אבישי כהן‎; род. 20 апреля 1970, киббуц Кабри) — израильский джазовый контрабасист, композитор, певец и аранжировщик.

## Биография
Родился 20 апреля 1970 года в кибуце Кабри, рос в окрестностях Иерусалима, куда переехала его семья. С 9 лет начал играть на фортепиано. Когда Авишаю было 14, его родители на 2 года переехали в Сент-Луис, там он увидел бас-гитару и полюбил джаз, вдохновившись Джако Пасториусом. Вернувшись в Израиль, он поступил в высшую сценическую школу и начал посещать джазовые концерты.
Отслужив в армии, Коэн решил профессионально овладеть искусством игры на контрабасе. В 1992 году Авишай переехал в Нью-Йорк. Вначале Коэну для того, чтобы зарабатывать на жизнь, пришлось стать строительным рабочим. Однако он сразу же начал обретать известность в музыкальных кругах и в конце концов получил постоянную работу в джазовом комбо панамского пианиста Данило Переса. Затем на него обратил внимание Чик Кориа, который после прослушивания демозаписи Коэна пригласил его на свою студию грамзаписи и предложил принять участие в создании «Origin».
В 2003 году Авишай ушёл из проекта Чика Кориа и начал свою сольную карьеру.

## Дискография
- Adama (1998)
- Devotion (1999)
- Colors (2000)
- Unity (2001)
- Lyla (2003)
- At Home (2004)
- Continuo (2006)
- As is…Live at the Blue Note (2007)
- Gently Disturbed (2008)
- Sha’ot Regishot (2008) (in Hebrew: Sensitive hours)
- Aurora (2009)
- Seven Seas (2011)
- Duende (2012)
- Almah (2013)
- From Darkness (2015)
- 1970 (2017)
- Arvoles (2019)
- Two Roses (2021)
- Shifting Sands (2021)
- Iroko (2023) (feat. Abraham Rodriguez Jr.)
- Continuo (2023)